# ちょうこくしつ座R星
ちょうこくしつ座R星（ちょうこくしつざRせい）とは、地球から1500光年離れた位置にある漸近巨星分枝星である。

## 概要
学名はR Sculptoris（略称：R Scl）。ちょうこくしつ座の方向に輝く赤色巨星であり、スペクトル型がC6,5ea (Np) の炭素星である。6.1等と8.8等の間を変光する半規則型変光星であり、周期は370日で細分類は周期性の悪い赤色巨星の半規則型変光星が登録されるSRB型である。ちょうこくしつ座R星は、2012年にアタカマ大型ミリ波サブミリ波干渉計 (ALMA) によって一酸化炭素分子が発する電波（波長870μm）で詳細な画像が撮影された。赤色巨星では、恒星本体の周りに自らが放出したガスをまとっているが、ALMAが撮影した画像には、恒星から伸びる渦巻状の構造と、その周りを取り囲む球殻構造が発見された。渦巻き状の構造と球殻構造を同時に持った赤色巨星の発見は初めてである。これは、ちょうこくしつ座R星の周りを公転する未知の天体の重力によって作られていると考えられている。